# James Guy
James Guy (Bury, 26 november 1995) is een Britse zwemmer. Hij vertegenwoordigde zijn vaderland op de Olympische Zomerspelen 2016 in Rio de Janeiro.

## Carrière
Bij zijn internationale debuut, op de wereldkampioenschappen zwemmen 2013 in Barcelona, eindigde Guy als vijfde op de 400 meter vrije slag. Samen met Robert Renwick, Jak Scott en Joshua Walsh eindigde hij als achtste op de 4×200 meter vrije slag.
Tijdens de Gemenebestspelen 2014 in Glasgow, waar Guy zwom namens Engeland, veroverde hij de bronzen medaille op de 400 meter vrije slag, daarnaast eindigde hij als zesde op zowel de 200 meter vrije slag als de 100 meter vlinderslag. Op de 4×200 meter vrije slag eindigde hij samen met Nicholas Grainger, Lewis Coleman en Joshua Walsh op de vierde plaats. Samen met Liam Tancock, James Wilby en James Disney-May zwom hij in de series van de 4×100 meter wisselslag, in de finale legden Chris Walker-Hebborn, Adam Peaty, Adam Barrett en Adam Brown beslag op de gouden medaille. Voor zijn inspanningen in de series ontving Guy eveneens de gouden medaille. Op de wereldkampioenschappen kortebaanzwemmen 2014 in Doha sleepte de Brit de zilveren medaille in de wacht op de 400 meter vrije slag, op de 200 meter vrije slag strandde hij in de series.
Op de Wereldkampioenschappen zwemmen 2015 in Kazan werd Guy wereldkampioen op de 200 meter vrije slag. Op de 400 meter vrije slag behaalde hij de zilveren medaille, achter de Chinees Sun Yang. In de finale van de 4×200 meter vrije slag zwom Guy samen met Daniel Wallace, Robert Renwick en Calum Jarvis. Guy mocht als slotzwemmer op de derde plaats het bad in duiken maar hij zwom nog voorbij het Amerikaanse en Australische kwartet en behaalde zo de wereldtitel, meteen ook de eerste Britse wereldtitel op dit nummer. Op de 4×100 meter wisselslag eindigde hij samen met Chris Walker-Hebborn, Adam Peaty en Benjamin Proud op de vierde plaats.
In Londen nam de Brit deel aan de Europese kampioenschappen zwemmen 2016. Op dit toernooi veroverde hij de bronzen medaille op de 200 meter vrije slag, op de 400 meter vrije slag strandde hij in de series. Samen met zijn landgenoten Chris Walker-Hebborn, Adam Peaty en Duncan Scott behaalde hij de Europese titel in de 4×100 meter wisselslag. Op de 4×200 meter vrije slag eindigde hij samen met Robert Renwick, Stephen Milne en Duncan Scott op de zesde plaats. Tijdens de Olympische Zomerspelen van 2016 in Rio de Janeiro eindigde Guy als vierde op de 200 meter vrije slag en als zesde op de 400 meter vrije slag, daarnaast werd hij uitgeschakeld in de halve finales van de 100 meter vlinderslag. Samen met Stephen Milne, Duncan Scott en Daniel Wallace sleepte hij de zilveren medaille in de wacht op de 4×200 meter vrije slag. Op de 4×100 meter wisselslag legde hij samen met Chris Walker-Hebborn, Adam Peaty en Duncan Scott beslag op de zilveren medaille.

## Internationale toernooien
| Jaar | Olympische Spelen                                                                                      | WK langebaan                                                                 | WK kortebaan                          | EK langebaan                                                                     | EK kortebaan  | Gemenebestspelen |
| ---- | --- | ---------------------------------------------------------------------------- | ------------------------------------- | -------------------------------------------------------------------------------- | ------------- | --- |
| 2013 | | 5e 400m vrije slag 8e 4×200m vrije slag                                      |                                       |                                                                                  | geen deelname | |
| 2014 | |                                                                              | 10e 200m vrije slag · 400m vrije slag | geen deelname                                                                    |               | 6e 200m vrije slag · 400m vrije slag · 6e 100m vlinderslag · 4e 4×200m vrije slag · 4×100m wisselslag · Guy zwom enkel de series |
| 2015 | | 200m vrije slag · 400m vrije slag · 4×200m vrije slag · 4e 4×100m wisselslag |                                       |                                                                                  | geen deelname | |
| 2016 | 4e 200m vrije slag · 6e 400m vrije slag · 14e 100m vlinderslag · 4×200m vrije slag · 4×100m wisselslag |                                                                              | 6-11 december 2016                    | 200m vrije slag · 27e 400m vrije slag · 6e 4×200m vrije slag · 4×100m wisselslag |               | |

## Persoonlijke records
Bijgewerkt tot en met 11 augustus 2016
Kortebaan
| Afstand          | Tijd    | Datum            | Plaats       |
| ---------------- | ------- | ---------------- | ------------ |
| 200m vrije slag  | 1.42,93 | 12 december 2015 | Indianapolis |
| 400m vrije slag  | 3.36,35 | 5 december 2014  | Doha         |
| 100m vlinderslag | 50,85   | 4 september 2016 | Moskou       |

Langebaan
| Afstand          | Tijd    | Datum            | Plaats         |
| ---------------- | ------- | ---------------- | -------------- |
| 200m vrije slag  | 1.45,14 | 4 augustus 2015  | Kazan          |
| 400m vrije slag  | 3.43,75 | 2 augustus 2015  | Kazan          |
| 100m vlinderslag | 51,78   | 11 augustus 2016 | Rio de Janeiro |